# هيو والترز (مؤلف)
هيو والترز (بالإنجليزية: Hugh Walters)‏ (15 يونيو 1910 - 13 يناير 1993)؛ كاتب وروائي .